# Gotzelo II. (Niederlothringen)
Gotzelo II., auch Gozelo II. (* 1008; † 1046 ungesichert) war von 1044 bis 1046 Herzog von Niederlothringen aus dem Haus Verdun.
Über den zweiten Sohn des Herzogs Gotzelo I. von Niederlothringen ist wegen seiner kurzen Regentschaft nur wenig überliefert. Als gesichert gilt, dass er 1044 nach dem Tod seines Vaters, der in Personalunion auch Herzog von Oberlothringen war, dessen Nachfolge in Niederlothringen antrat. Der deutsche König Heinrich III. hatte ihm die Zusage erteilt dieses anzuerkennen, obwohl Gotzelo II. als schwachsinnig galt. Der ältere Bruder Gottfried erhob Anspruch auf ganz Lothringen. 1046 wurde das Herzogtum Niederlothringen vom König an Friedrich von Luxemburg gegeben. Eine Variante geht davon aus, dass Gotzelo II. zu diesem Zeitpunkt verstorben sein könnte.

„Gleich nach des Vaters Tode forderte Godfried IV. zu Lothringen hin, das er längst besaß, auch noch den Antheil seines Bruders Gozelo, nämlih Brabant, und zwar unter dem Vorwande, daß letzterer zum Regieren untauglich sei. […] Zu gleicher Zeit [1046] verlieh der König die durch den Tod Gozelos II., der kinderlos gestorben war, erledigte Fahne Brabant an den Luxenburger Friedrich, Bruder des 1042 eingetzegten Herzogs Heinrich von Baiern“

Eine andere Variante besagt, dass Gotzelo II. wegen Unfähigkeit von König Heinrich III. abgesetzt wurde.